# ملعب الإخوة براكني
ملعب الاخوة براكني هو ملعب لكرة القدم تقع في مدينة البليدة شمال الجزائر.